# Qādirīya

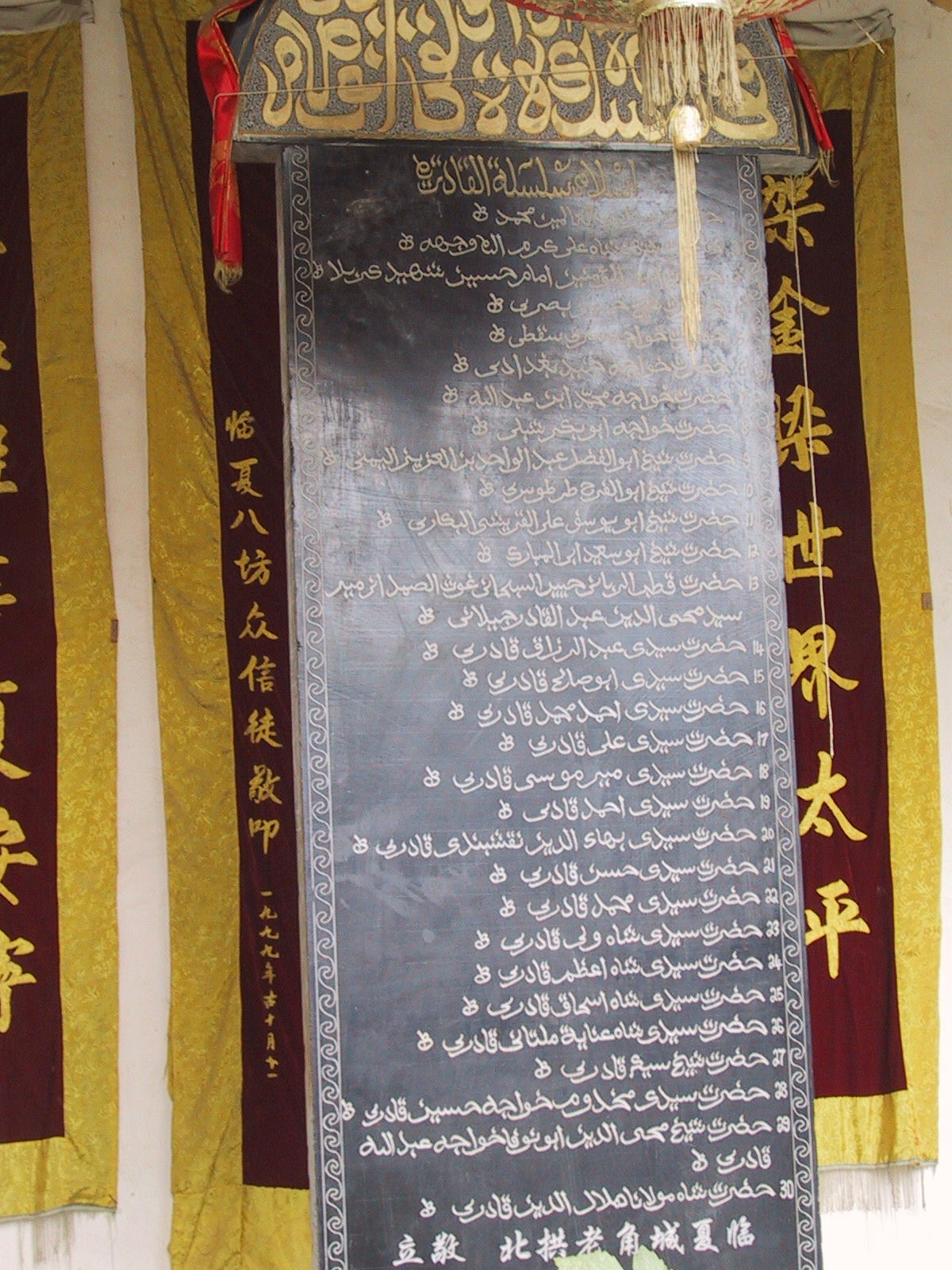
Eine Qādirīya-Silsila an einem Gongbei in Linxia

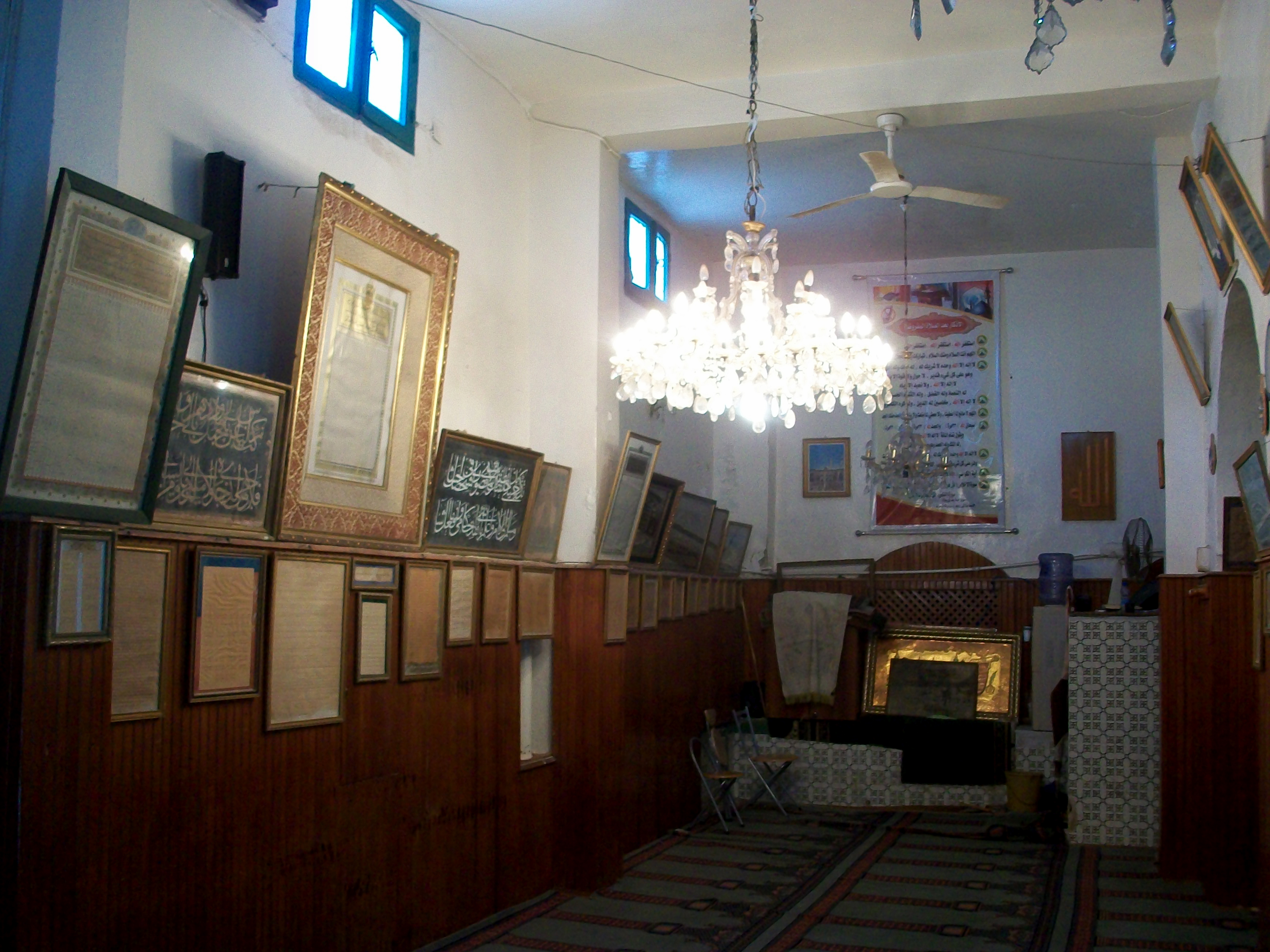
Einrichtung in einer Qadiri-Zawiya in Tripolis, Libyen

Die Qādirīya (arabisch قادرية Qadiriya, türkisch Kadirîlik), auch als Kadri, Elkadri oder Elkadry transkribiert, ist ein Sufi-Orden, der sich auf den persischen Mystiker ʿAbd al-Qādir al-Dschīlānī (1088–1166) zurückführt und einer der weitestverbreiteten Orden in der islamischen Welt ist. Heute finden sich Anhänger in der Türkei, den Balkan-Staaten, dem Nordkaukasus, in West- und Ostafrika, China, Indien, Pakistan und Indonesien.

## In Anatolien, Südosteuropa und im Kaukasus
In Anatolien wurde der Qādirīya-Orden im 15. Jahrhundert von dem Dichter und Mystiker Eşrefoğlu ʿAbdallāh (gest. 1469) eingeführt, der auch unter dem Namen Eşref Rūmī bekannt ist. Er gründete einen Zweig des Ordens, der als Kadiriyye-Eşrefiyye bekannt ist und eine Mischung aus Qādirīya und dem Bairamismus des Hacı Bayram-i Veli darstellt. In ihm sind Rückzug aus der Gesellschaft und Askese wichtige Prinzipien. Seine bedeutendsten Zentren befanden sich in İznik und Bursa. Von Anatolien verbreitete sich der Orden im 17. Jahrhundert auf die Balkanhalbinsel. Kunta Haddschi Kischijew führte den Orden um die Mitte des 19. Jahrhunderts im Nordkaukasus ein.

## In West- und Ostafrika
Die Ausbreitung des Ordens nach Westafrika geht auf das Wirken von Kunta-Gelehrten des 18. Jahrhunderts zurück. Bedeutende Vertreter der Qādirīya waren hier Usman dan Fodio (1754–1817), der Gründer des Sokoto-Kalifats, Muhammad Fādil ibn Māmīn (1795–1869), der Gründer der Fādilīya, und Amadu Bamba (1853–1927), der Gründer der Murīdīya.
In Ostafrika wurde die Qādirīya durch Scheich Uwais ibn Muhammad al-Barāwī (1847–1909) eingeführt. Uwais reiste 1884 nach Sansibar und erteilte dort mehreren Gelehrten eine Idschāza zur Verbreitung des Ordens, darunter dem Qādī ʿAbd al-ʿAzīz al-Amawī (1838–1896), der wie er aus Baraawe stammte, dem komorischen Gelehrten Muhammad ibn Adam Mkelle und ʿUmar Qullatain. Scheich ʿAbdallāh Mjanakheri (geb. 1870) führte den Orden im späten 19. Jahrhundert bei den ehemaligen Sklaven der Plantagen von Sansibar ein. In den nördlichen Teilen von Unguja wurde die Qādirīya Anfang des 20. Jahrhunderts zum vorherrschenden Orden. Bis heute ist sie in den städtischen und ländlichen Milieus von Sansibar die populärste Tarīqa. Die Qādirīya zog in Sansibar auch viele weibliche Mitglieder an, und einige von ihnen konnten den Rang eines Chalīfa erreichen, der der höchste Rang innerhalb der Bruderschaft ist.
Ein komorisch-sansibarischer Gelehrter namens ʿĪsā ibn Ahmad al-Indschazīdschī, auch "Issa d'Itsandra" genannt, der als Stellvertreter von Uwais in Lindi fungierte, brachte den Orden 1905–06 nach Ilha de Moçambique. In den 1920er Jahren verbreite ʿAlī ibn ʿUmar asch-Schīrāzī (ca. 1860–1925) von der Insel Tumbatu die Qādirīya-Lehren in Tanganjika. Ein Schüler von ihm brachte sie in den 1950er Jahren bis nach Songea. ʿAbdallāh Mjanakheri konnte dem Orden bis zur Mitte des 20. Jahrhunderts außerdem viele neue Anhänger in Nyasaland (heute Malawi) und Kongo zuführen.
In Ostafrika gab es in der Qādirīya mehrfach Debatten über den richtigen Dhikr. Während Uwais und seine Anhänger einen Husten-Dhikr (zikri ya kukuhoa) praktizierten, der Techniken des rhythmischen Ein- und Ausatmens einschloss, verurteilte Al-Amawī diesen Dhikr als eine Bidʿa und empfahl seinen Trommel-Dhikr (zikri ya dufu), der aber seinerseits von anderen Gelehrten als Bidʿa betrachtet wurde.